# Növényi olajok

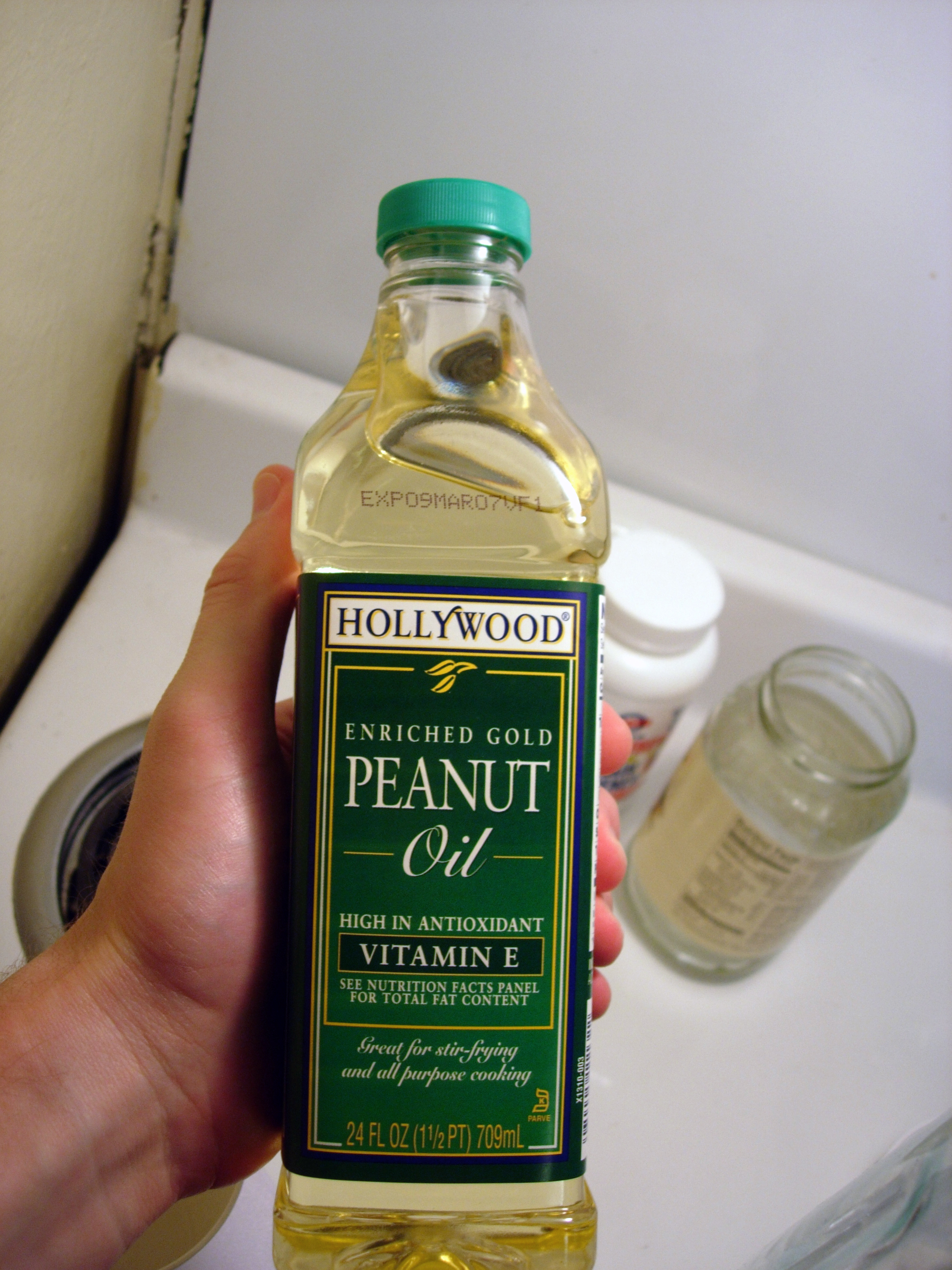
Földimogyoró-olaj

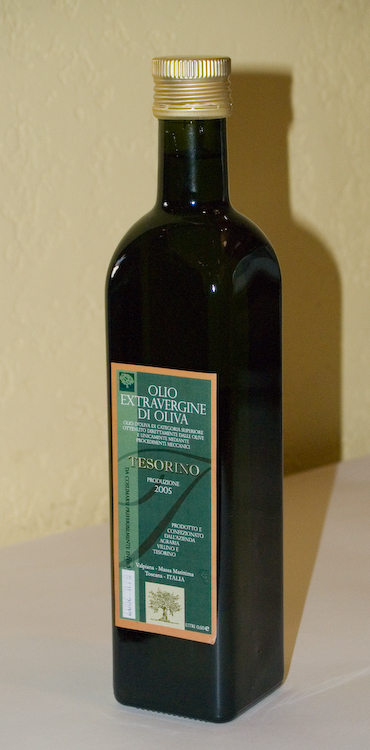
Olívaolaj

A növényi olajok magvakból vagy más növényi forrásokból nyerik, amelyeket préselnek. Javarészt glicerin és zsírsavak észtereiből állnak. Az illóolajoktól eltérően zsíros olajnak is nevezik. Egyes fajták, például az olívaolaj azonnal alkalmasak emberi fogyasztásra, míg más fajtákat, például a repceolajat először fel kell dolgozni.
Mivel a növényi olaj több telítetlen zsírsavcsoportot tartalmaz, mint az állati eredetű zsír, általában értékesnek tartják, és nagy szerepet játszik a koleszterinszint-csökkentő diétákban.
A köznyelvben a növényi olaj kifejezést sokszor kifejezetten folyékony olajokra használják.

## Felhasználásuk
Számos olyan terület van, ahol a növényi olaj fontos szerepet játszik:
- Élelmiszerként a mediterrán konyha egyik fő összetevője, és gyakran használják saláták elkészítéséhez is.
- Hidrogénezett zsírként a margaringyártás alapanyaga. Azonban részleges hidrogénezéskor transzzsírsavak keletkeznek, melyek többek közt a szívbetegségek kockázatát is növelik.[4] Ez olyan szabályozások megalkotásához vezetett, melyek a részben hidrogénezett olajak eltávolítását okozták az élelmiszerekből.[5]
- Kozmetikai termékek és vegyipari alapanyagként szolgál.
- Üzemanyagként olajlámpákban és belső égésű motorokban (biodízelként metanollal észterezett növényi olajat),[6] esetenként fűtési célokra is használják.

## Növényi olaj a konyhában
A főzés során egy kevés olaj nemcsak lágyítja az étel konzisztenciáját, hanem az ízét is javítja.
A repceolajnak különösen magas a telítetlenzsírsav-, az A-, E- és K-vitamin, valamint az antioxidánstartalma.
A pekándióolaj az USA-ból, Mississippi államból származik, és különösen kedvelt a helyi konyha számára, azaz bármilyen rizses ételhez, amelyet kukoricával tálalnak.
Az édes ételeket argánolajjal lehet finomítani. Az argánfa (Argania spinosa) Észak-Afrikában virágzik, különösen Marokkóban, ahol reggelire szolgálják fel. A kenyérdarabokat az olajba áztatják és mézzel vonják be.
Az olívaolaj egyre népszerűbb a nyugati konyhában; az Acebuche vad olajfából származó legértékesebb olaj azonban alig kapható. A fa különösen a dél-spanyolországi Cádiz tartományban és Dél-Olaszországban virágzik, ahol az apró olajbogyókat november és február vége között kézzel szüretelik (ponyvára cséphadaróval leverik), és hagyományos módszerrel, hidegen préselik. Ez az extra szűz olivaolaj, amelyet leginkább kistermelők állítanak elő, és a világpiacon nagy a keletje.

## Fordítás
- Ez a szócikk részben vagy egészben  a   Plantaardige olie című afrikaans Wikipédia-szócikk ezen változatának fordításán alapul.  Az eredeti cikk szerkesztőit annak laptörténete sorolja fel. Ez a jelzés csupán a megfogalmazás eredetét és a szerzői jogokat jelzi, nem szolgál a cikkben szereplő információk forrásmegjelöléseként.